# Upadły anioł (powieść)
Upadły anioł (szw. Den mörka ängeln) – powieść kryminalna szwedzkiej pisarki Mari Jungstedt, opublikowana w 2008, a w Polsce w 2011 w tłumaczeniu Teresy Jaśkowskiej-Drees.

## Treść
Jest szóstą powieścią cyklu, w którym występuje detektyw Anders Knutas, komisarz policji z Visby na szwedzkiej wyspie - Gotlandii. Pomaga mu energiczna Karin Jacobsson. W tej części akcja rozgrywa się wiosną. Podczas uroczystego otwarcia nowej hali kongresowej w Visby otruty cyjankiem potasu w drinku zostaje Viktor Algård - organizator eventów. Sprawa pośrednio wiąże się z groźnym pobiciem nastolatka Alexandra Almlöva przed dyskoteką Solo Club w Visby (Algård był właścicielem tego klubu). Almlöv chodził do tej samej klasy, co syn Knutasa - Nils. Ojciec Almlöva był wiele lat temu najlepszym przyjacielem Knutasa, potem zmarł. Krąg podejrzanych jest szeroki, a należą doń m.in. dawny konkurent Algårda - Sten Bergström z Holmköller, jego kochanka - Veronika Hammar, a także jej dzieci: Andreas (hodowca owiec), Mats, Mikaela (wolontariuszka w Boliwii) i Simon (walczący z depresją).
Równolegle Knutas przeżywa kłopoty wychowawcze ze swoimi nastoletnimi dziećmi, zwłaszcza synem - Nilsem. Karin wyznaje też Knutasowi tragiczną historię swojego życia. Kontynuowany jest też wątek rodzinny (zapoczątkowany w pierwszej części - Niewidzialny) pomiędzy Johanem Bergiem (reporterem szwedzkiej telewizji), a Emmą Winarve (nauczycielką z Romy). Emma uświadamia sobie, że jest w kolejnej ciąży.